# Jean-Philippe Toussaint
Jean-Philippe Toussaint (29. november 1957) er en fransksproget belgisk forfatter, filminstruktør og fotograf.
Jean-Philippe Toussaint er født i Bruxelles. I sin ungdom opholdt han sig mest i Paris, hvor han studerede statskundskab og nyere historie. 
Mellem 1982 og 1984 boede han i Algeriet, hvor han underviste i fransk. Her begyndte han at skrive fiktion. Det blev til bogen La Salle de bain (dansk Badeværelset), som udkom 1985.
Toussaint fik i 2005 den franske litteraturpris "Prix Médicis" for bogen Fuir (ikke udkommet på dansk).
I dag bor Toussaint skiftevis på Korsika og i Bruxelles.
Toussaints bøger er en minimalistisk prosa, der ofte meget humoristisk beskriver personer, som prøver på én gang at bryde fri fra – og forsvinde ind i – det menneskelige samfund. I stedet for indgående at beskrive de psykologiske processer nøjes han med at skrive kort om de ydre hændelser.

## Værker udkommet på dansk
- Badeværelset (La Salle de bain, 1985), Hernovs Forlag, København 1986. Oversat af Susanne Juul.
- Monsieur (Monsieur, 1986), Gyldendal, København, 1987. Oversat af Bjørn Bredal.
- Fotografiapparatet (L'Appareil-photo, 1989), Gyldendal, København, 1990, Oversat af Bjørn Bredal.
- Fjernsynet (La Télévision, 1997), Gyldendal, København, 1998. Oversat af Bjørn Bredal.